# Cinque ipotesi sulla fine del mondo
Cinque ipotesi sulla fine del mondo è un libro scritto da Lorenzo Pinna, con prefazione di Piero Angela. Scritto in stile divulgativo, il saggio analizza il modo in cui potrebbe estinguersi il genere umano e prende in esame cinque diverse ipotesi:
1 il verificarsi di una pandemia
2 l'incidente nucleare
3 la collisione della Terra con un asteroide o con un altro oggetto spaziale
4 una catastrofe ecologica di dimensioni planetarie e il collasso gravitazionale del Sole.. 
Il saggio è stato tradotto in tedesco.

## Edizioni
- Lorenzo Pinna, Cinque ipotesi sulla fine del mondo, collana Oscar Mondadori n° 468, Arnoldo Mondadori Editore, 1994,  p. 247, ISBN 88-04-39334-3.